# ثورة هادئة

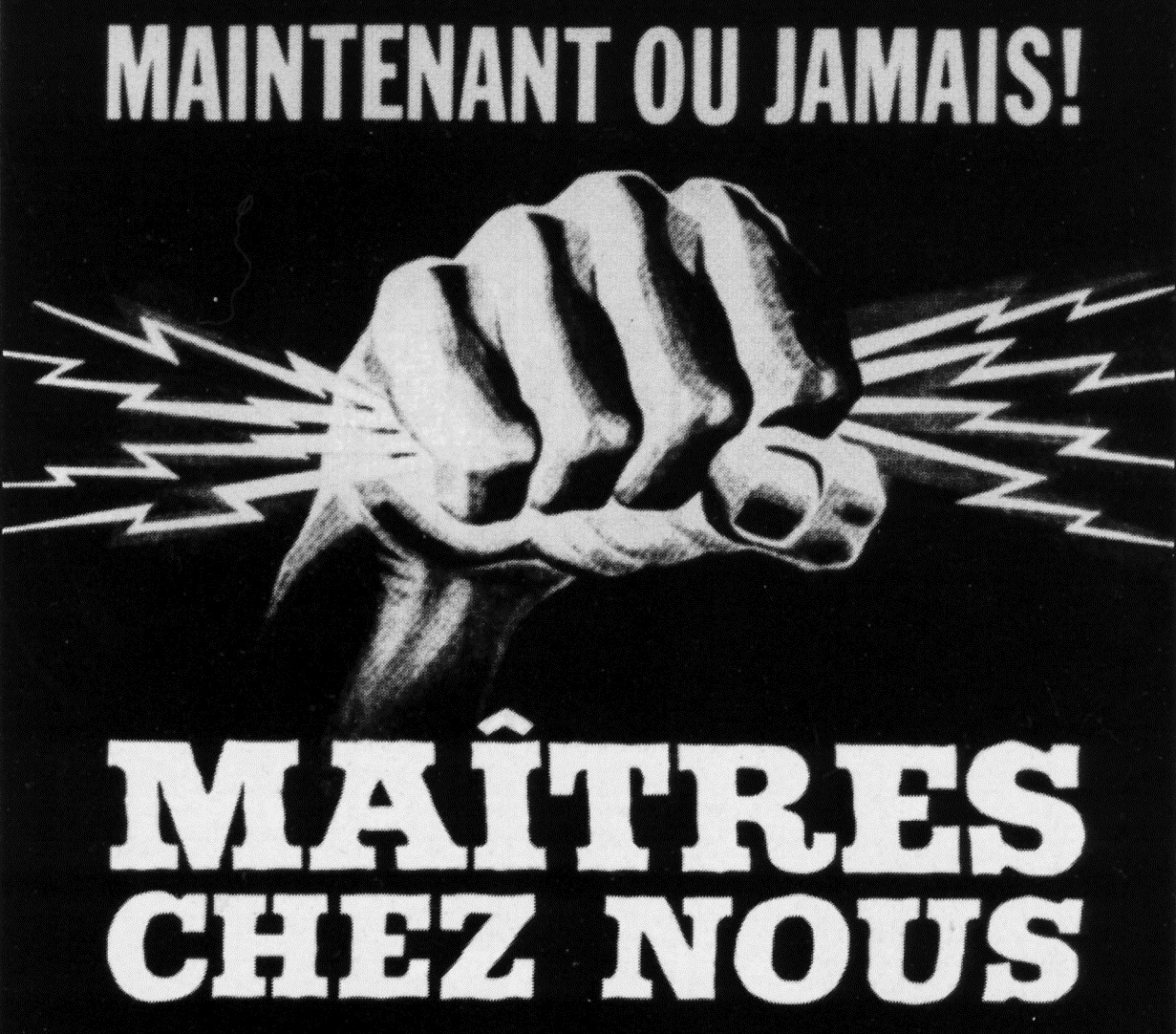

تشير الثورة الهادئة (بالفرنسية: Révolution tranquille)‏ إلى حقبة الستينيات في القرن العشرين والتي شهدت تغيرًا جذريًا في كيبك، بكندا، يتمثل في العلمنة السريعة والفعالة للمجتمع، وإنشاء دولة الرفاهية (état-providence)، وإعادة تنظيم الحياة السياسية إلى فصائل فيدرالية وانفصالية.
تولت الحكومة المحلية مسؤولية الاهتمام بمجالات الرعاية الصحية والتعليم، والتي كانت في يد الكنيسة الرومانية الكاثوليكية. كما أنشأت وزارات التربية والتعليم والصحة، ووسعت نطاق الخدمة العامة، ونفذت استثمارات ضخمة في نظام التعليم العام والبنية التحتية المحلية. وسمحت الحكومة بالتنظيم النقابي للخدمات المدنية. كما اتخذت إجراءات لزيادة سيطرة الكيبكيين على اقتصاد المقاطعة وأممت إنتاج الكهرباء وتوزيعه.
كانت الثورة الهادئة فترة جامحة من التنمية الاقتصادية والاجتماعية في كيبك وتطورات مماثلة متوازية في الغرب بشكل عام. ومن الممكن أيضًا أن نعزو إليها الفضل في الارتفاع الكبير في قومية كيبك، وهو لا يزال موضوعًا مثيرًا للجدل في مجتمع كيبيك الحديث.

## الأصول
بدأت الثورة الهادئة على يد الحكومة المحلية الليبرالية برئاسة جان ليسج، التي تم انتخابها في الانتخابات المحلية ليونيو 1960، بعد فترة قصيرة من وفاة رئيس الوزراء موريس دوبلسيس، والذي أطلق البعض على عهده Grande Noirceur (الظلام العظيم)، إلا أن المحافظين يرونه تجسيدًا لكيبك النقية دينيًا وثقافيًا.
وفي نواح كثيرة، كان موت دوبلسيس عام 1959، والذي أعقبه الموت المفاجئ لخليفته باول سوفيه، بمثابة الزناد الذي أدى إلى اشتعال الثورة الهادئة. وبالقيام بحملات تحت شعار Il faut que ça change (أشياء يجب أن تتغير) وMaîtres chez nous (أسياد منزلنا)، وهي عبارة صاغها المحرر بجريد لو ديفوار أندريه لورندو، تم انتخاب الحزب الليبرالي وعلى رأسه جان ليسيج في غضون عام من وفاة دوبلسيس.
ومن المتفق عليه عمومًا أن الثورة انتهت قبل أزمة أكتوبر لعام 1970، ولكن مجتمع كيبك استمر في التغير تغيرًا كبيرًا منذ ذلك الحين، لا سيما مع صعود حركة السيادة، والدليل على ذلك انتخاب الحزب الكيبيكي (للمرة الأولى في 1976)، وتشكيل حزب سياسي انفصالي يمثل كيبيك على المستوى الاتحادي، الكتلة الكيبيكية (تشكلت عام 1991)، بالإضافة إلى استفتاءات عام 1980 و1995. ويقول بعض العلماء أن صعود حركة سيادة كيبك خلال سبعينيات القرن العشرين يعد أيضًا جزءًا من هذه الحقبة.
وقبل ستينيات القرن العشرين، سيطر المحافظ موريس دوبلسيس زعيم حزب الاتحاد الوطني على حكومة كيبك. وقد كان تزوير الانتخابات والفساد من الأمور الشائعة في كيبك. لم تقدم جميع الكنائس الكاثوليكية دعمًا لدوبلسيس، حيث انتقدت بعض الاتحادات الكاثوليكية وأعضاء من رجال الدين بما في ذلك مطران مونتريال يوسف شاربونو دوبلسيس، إلا أن الجزء الأكبر من رجال الدين في البلدات الصغيرة والريفية أعلنوا عن دعمهم لدوبلسيس، مرددين في بعض الأحيان شعار الاتحاد الوطني Le ciel est bleu, l'enfer est rouge (السماء زرقاء، وجهنم حمراء) — مشيرين إلى ألوان الاتحاد الوطني (أزرق) والليبراليين (أحمر)، حيث كثيرًا ما اتهم الليبراليون بأنهم موالون للشيوعية. وقد كان راديو كندا، وصحيفة لو ديفوار والمجلة السياسية سيتيه ليبر منتديات فكرية لنقاد حكومة دوبلسيس.
قبل الثورة الهادئة، كانت الموارد الطبيعية في الإقليم قد تطورت بشكل رئيسي على يد المستثمرين الأجانب. وكمثال على ذلك، تم تطوير عملية تعدين خام الحديد من قبل شركة كندا للحديد الخام ومقرها الولايات المتحدة. وفي ربيع عام 1949 بدأت مجموعة من عمال مناجم الاسبستوس وعددهم 5000 عامل إضراب استمر لمدة ثلاثة أشهر. حيث وحد إضراب اسبستوس عمال المناجم بكيبك ضد شركة أجنبية قومية. ومن بين هؤلاء الذين دعموا عمال المناجم صاحب السيادة شاربونو، مطران مونتريال، وصحيفة كيبك القومية لو ديفوار، ومجموعة صغيرة من المفكرين. وحتى النصف الثاني من القرن العشرين، عاش معظم عمال كيبك الفرنكوفون تحت خط الفقر، ولم ينضم الفرنكوفونيون إلى الوظائف التنفيذية بالشركات في مقاطعتهم. وصف المغني والناشط السياسي فيليكس لوكلير هذه الظاهرة حيث كتب «شعبنا هو الخادم لهذه الدولة.»